# Barcelona (píseň)
„Barcelona“ je singl vydaný zpěvákem skupiny Queen Frediem Mercury a operní zpěvačkou Montserrat Caballé 26. října 1987. Singl vyšel společně s písní Exercises In Free Love nazpívanou sólově Montserrat na B straně, poté na stejnojmenném albu Barcelona a později také na výběrovém albu Queen Greatest Hits III. Freddie Mercury s Montserrat Caballé s písní v roce 1988 vystoupili živě. To bylo také poslední vystoupení Freddieho Mercuryho na pódiu vůbec.
Píseň byla natočena pro letní olympijské hry 1992, které se konaly v Barceloně (Proto také název „Barcelona”). Těchto her se však již Freddie Mercury nedožil – zemřel roku 1991.